# Germano de Figueiredo
Germano de Figueiredo, známý jako Germano de Figueiredo, (23. prosince 1932 Alcântara – 14. července 2004, Linda-a-Velha) byl portugalský fotbalový obránce.

## Fotbalová kariéra
Na klubové úrovní hrál v portugalské lize za Atlético CP a Benficu Lisabon. Aktivní kariéru končil ve druhé lize v týmu SC Salgueiros. Na Mistrovství světa ve fotbale 1966 nastoupil ve 3 utkáních a s portugalskou reprezentací získal bronzové medaile za třetí místo. Za portugalskou reprezentaci nastoupil v letech 1953–1966 ve 24 utkáních. S Benficou vyhrál čtyříkrát portugalskou ligu a dvakrát Portugalský pohár. V Poháru mistrů evropských zemí nastoupil ve 29 utkáních a v Interkontinentálním poháru nastoupil v 1 utkání. V letech 1961 a 1962 s Benficou Poháru mistrů evropských zemí vyhrál.

## Ligová bilance
| Ročník                      | Zápasy | Góly | Klub            |
| --------------------------- | ------ | ---- | --------------- |
| 1. portugalská liga 1951/52 | 10     | 0    | Atlético CP     |
| 1. portugalská liga 1952/53 | 26     | 2    | Atlético CP     |
| 1. portugalská liga 1953/54 | 20     | 0    | Atlético CP     |
| 1. portugalská liga 1954/55 | 23     | 2    | Atlético CP     |
| 1. portugalská liga 1955/56 | 12     | 9    | Atlético CP     |
| 1. portugalská liga 1956/57 | -      | -    | Atlético CP     |
| 2. portugalská liga 1957/58 | -      | -    | Atlético CP     |
| 2. portugalská liga 1958/59 | -      | -    | Atlético CP     |
| 1. portugalská liga 1959/60 | 24     | 3    | Atlético CP     |
| 1. portugalská liga 1960/61 | 23     | 2    | Benfica Lisabon |
| 1. portugalská liga 1961/62 | 13     | 2    | Benfica Lisabon |
| 1. portugalská liga 1962/63 | 2      | 0    | Benfica Lisabon |
| 1. portugalská liga 1963/64 | 5      | 0    | Benfica Lisabon |
| 1. portugalská liga 1964/65 | 15     | 0    | Benfica Lisabon |
| 1. portugalská liga 1965/66 | 17     | 0    | Benfica Lisabon |
| 2. portugalská liga 1966/67 | -      | -    | SC Salgueiros   |
| CELKEM 1. portugalská liga  | -      | -    |                 |